# یاسوهیرو یامادا
یاسوهیرو یامادا (انگلیسی: Yasuhiro Yamada; ۱۳ فوریهٔ ۱۹۶۸ – ۸ آوریل ۲۰۱۳) بازیکن فوتبال اهل ژاپن بود.
از باشگاه‌هایی که در آن بازی کرده‌است می‌توان به باشگاه فوتبال سرزو اوساکا و باشگاه فوتبال شیمیزو اس-پالس اشاره کرد.